# Cantonul Saint-Germain-du-Bel-Air
Cantonul Saint-Germain-du-Bel-Air este un canton din arondismentul Gourdon, departamentul Lot, regiunea Midi-Pyrénées, Franța.

## Comune
| Comune                   | Populație (1999) | Cod poștal | Cod INSEE |
| ------------------------ | ---------------- | ---------- | --------- |
| Concorès                 | 295              | 46310      | 46072     |
| Frayssinet               | 279              | 46310      | 46113     |
| Lamothe-Cassel           | 107              | 46240      | 46151     |
| Montamel                 | 98               | 46310      | 46196     |
| Peyrilles                | 313              | 46310      | 46219     |
| Saint-Chamarand          | 169              | 46310      | 46253     |
| Saint-Germain-du-Bel-Air | 495              | 46310      | 46267     |
| Soucirac                 | 116              | 46300      | 46308     |
| Ussel                    | 66               | 46240      | 46323     |
| Uzech                    | 196              | 46310      | 46324     |